# Lázně Svatého Josefa

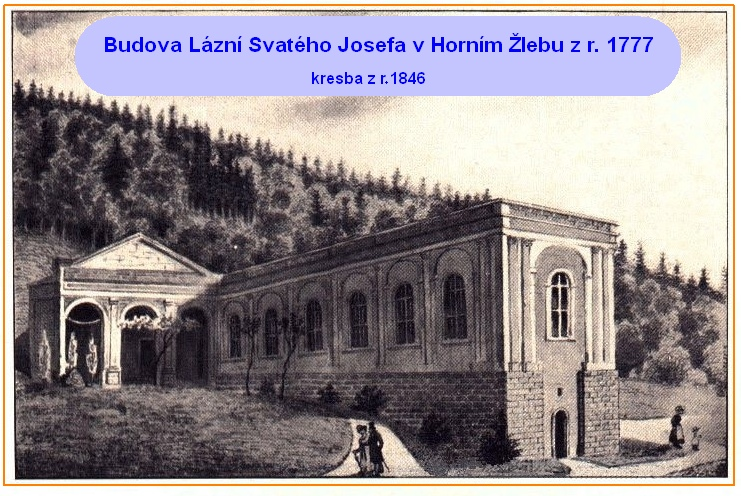
Lázně Svatého Josefa na pohlednici z roku 1846

Lázně Svatého Josefa jsou zaniklé lázně, které založil v roce 1768 v Horním Žlebu, nynější XI. části statutárního města Děčína v Ústeckém kraji, majitel zdejšího panství hrabě Jan Josef Thun-Hohenstein.  

## Historie
Pramen zde objevil r. 1768 panský lesní František Pallan a hraběcí lékař J. Czernicky jej prohlásil za železitý, vhodný pro koupele. To velice uvítal hrabě Thun, neboť miloval lázeňský život a snil o vlastních lázních. Proto zadal u pražského doktora J. H. Bauera vypracování propagačního popisu pramene, který byl vydán tiskem v roce 1769 a 1771 a zdarma rozšiřován. Dr. Bauer presentoval lázně jako univerzální léčebnu prakticky všech potíží včetně zažívacích a psychických.
Již v letech 1768–1769 byl nad pramenem vystavěn dřevěný lázeňský domek. Ten byl v roce 1777 nahrazen zděnou budovou. Na počátku 19. století byl vybudován komplex lázeňských domů, hotelů a ubytovacích hostinců. V několika etapách (zejména 1818 a 1831) byly vystavěny promenádní lesní stezky s vyhlídkami po okolí (vyhlídka Spitzhüttel – 1824), neboť pěší vycházky byly součástí léčebných procedur zejména při léčení poruch pohybového ústrojí. Tyto stezky vedly na Papertský vrch, Špičák i Pastýřskou stěnu a navazovaly na stávající síť lesních cest. Díky nim lázeňští hosté navštěvovali i okolní osady Weiher, Přípeř, Červený Vrch, Škrabky, Bělá, Jalůvčí, Maxičky a Prostřední Žleb, kde přispívali k prosperitě zejména pohostinských zařízení.
V roce 1823 provedl T. Klinger první porovnatelný rozbor pramene. Vydatnost pramene byla 1,25 l/s. Teplota vody byla 11 °C a obsah rozpuštěných látek 0,112 g/l. V letech 1832 až 1834 zastával funkci lázeňského lékaře dr. Jan Vincenc Tiersch (otec dr. Miroslava Tyrše). V roce 1846 byla dokončena rekonstrukce lázní. Na místě antické haly s fontánou byla postavena nová klasicistní budova, která stojí dodnes a je součástí restaurace "Pod svahem". Voda byla svedena do kašny se sochou Neptuna. Tato socha je dnes v okresním muzeu.
V roce 1851 byl zahájen provoz na železniční trati Praha – Podmokly – Drážďany, která podélně proťala poměrně úzký pobřežní areál lázní. Parní trakce velmi negativně ovlivnila prostředí lázní hlukem, kouřem a sazemi. Dalším zásahem do lázeňské pohody bylo zavedení řetězových parníků v lodní dopravě na Labi v roce 1871. Tyto parníky, které mohly plout i v noci, obtěžovaly okolí skřípěním a rachocením navíjeného řetězu. 

## Zánik lázní
Pokles zájmu o lázně, zejména po vybudování veřejných lázní v Děčíně a Podmoklech, a zřejmě i obavy z konkurenčního využití nového termálního vrtu ve Vilsnici přinutily hraběte F. A. Thuna lázně roku 1906 prodat. Noví majitelé dr. Hollmatz a dr. Kugel zde zahájili v roce 1907 provoz pod názvem Vodoléčebný ústav – Josefovy lázně. Po 1. světové válce převzalo lázeňský areál město Podmokly, které lázně roku 1922 oficiálně zrušilo. Hotely a ostatní ubytovací kapacity byly přebudovány na nájemní domy a prodány soukromníkům. Zejména po 2. sv. válce upadly tyto lázně prakticky v zapomnění. Většina bývalých lázeňských budov byla využívána jako sociální byty, díky čemuž postupně značně utrpěla. Pouze vila Waldstein, fungující do r. 2013 jako ústav sociální péče, byla celkem udržována a je od roku 2002 chráněna jako kulturní památka České republiky

## Pramen
Pramen se nachází na souřadnicích 50°47′12″ s. š., 14°12′45″ v. d. v nadmořské výšce 148 m.
Pramen lze charakterizovat jako přelivový pramen artéské zvodně v místě tektonické poruchy. Mineralizace vody je natolik nízká, že z dnešního hlediska nemá její složení žádný balneologický efekt. Léčivý efekt bývalých lázní byl založen na klasické vodoléčbě a vlivu okolního prostředí. V Almanachu rakouských lázní z r. 1914 jsou lázně Svatého Josefa vedeny jako vodoléčebný ústav s indikací chronické katary horních cest dýchacích, nervové potíže a stavy rekonvalescence. 
Léčivý účinek vody z tohoto pramene byl již od počátku přeceňován. Navíc postupně klesala vydatnost zdroje a měnilo se i složení vody. Vydatnost zdroje poklesla z 1,25 l/s v roce 1823 na 0,115 l/s v roce 1994. Tento pokles je dáván do souvislosti s navrtáním artéské zvodně na počátku 20. století pro průmyslové účely a pak v sedmdesátých a osmdesátých letech 20. století za účelem získání termální vody zejména pro potřeby plánovaného sportovního areálu v Děčíně III. Celkem to bylo více než deset vrtů. Od r. 1823 poklesla teplota vyvěrající vody z 11 °C na dnešních 10,5 °C. Zároveň se měnila mineralizace z 0,112 g/l v r. 1823 na 0,08 g/l v r. 1907 a 0,106 g/l v r. 1994. Také obsah volného CO2 poklesl z 112,6 mg/l v r. 1907 na 4,4 mg/l v r. 1994. Zároveň se změnil typ mineralizace z Ca - HCO3  na Ca - SO4. Kvalita vody z ostatních pramenů a hlavně vrtů z děčínského termálního pole sice dosahuje většinou lepších parametrů jak mineralizace tak teploty, ale žádná z nich nebyla nikdy jako minerální voda využívána.

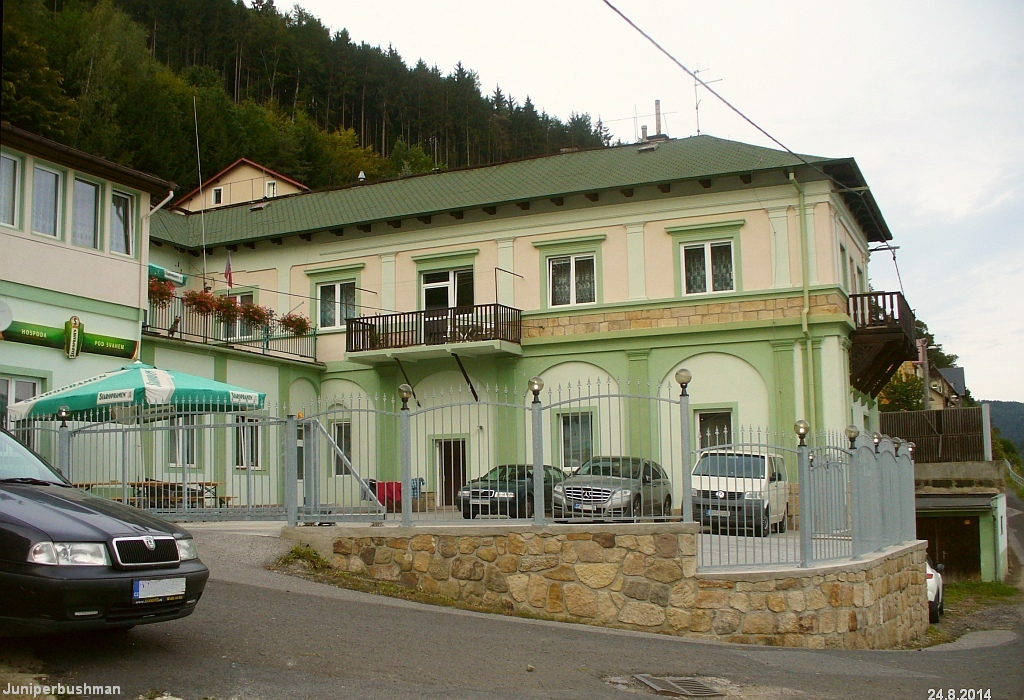
Současný stav někdejších lázní
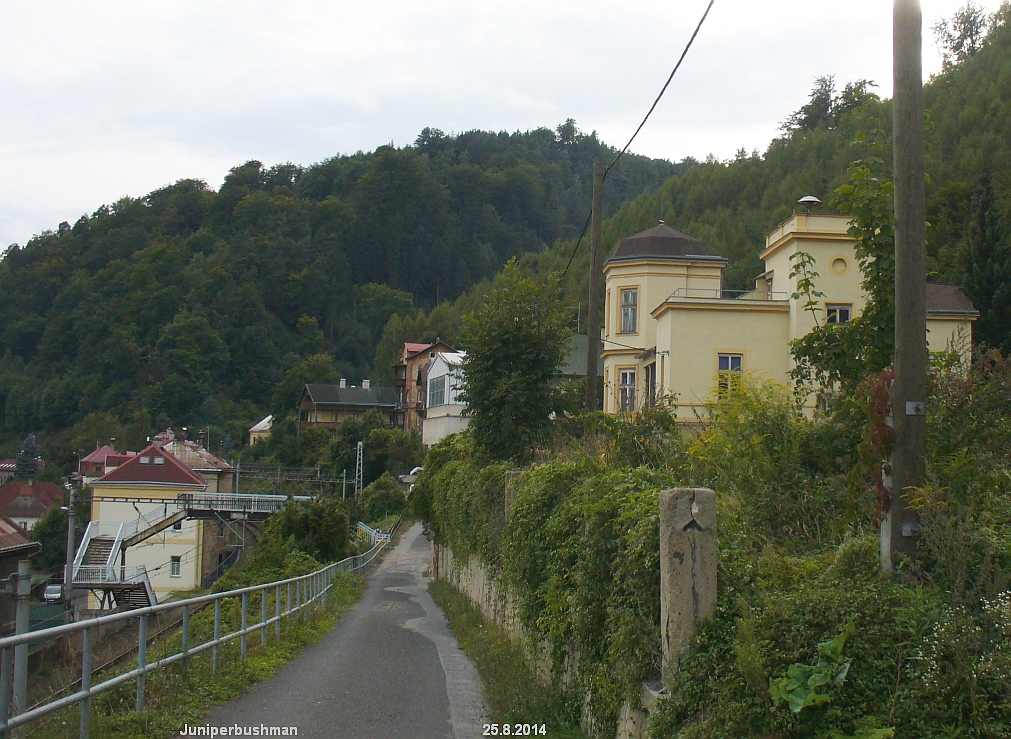
Vybudování železnice znamenalo velký zásah do areálu lázní
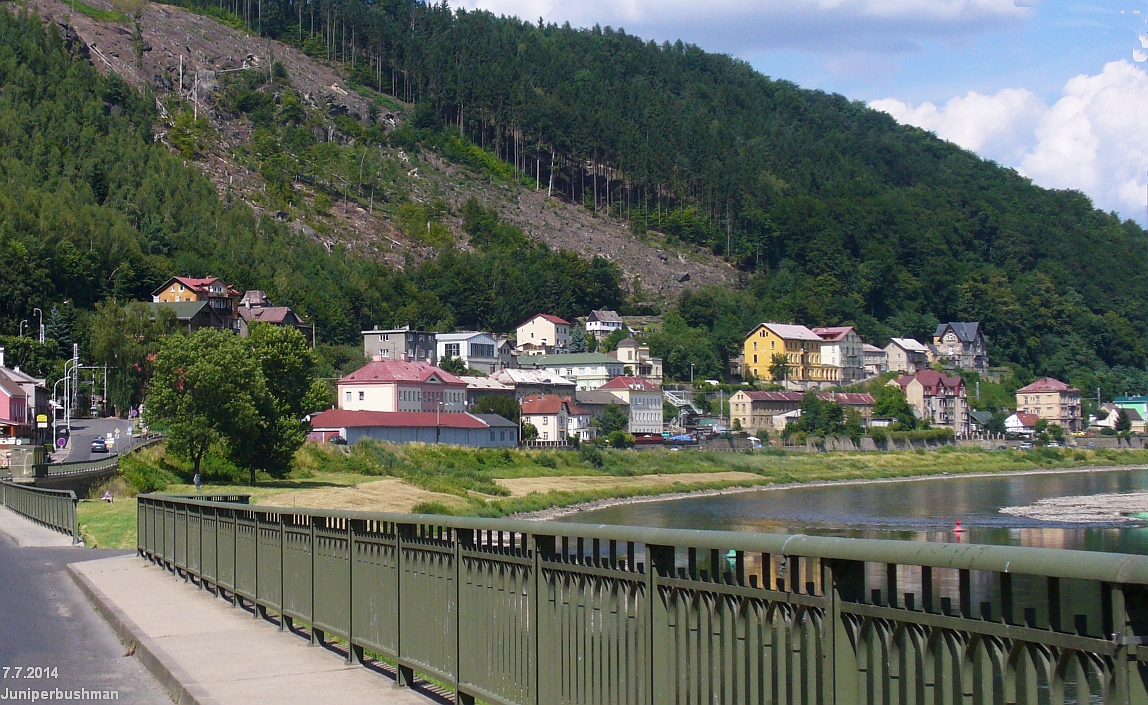
Pohled z Labského nábřeží na někdejší lázeňskou část Horního Žlebu
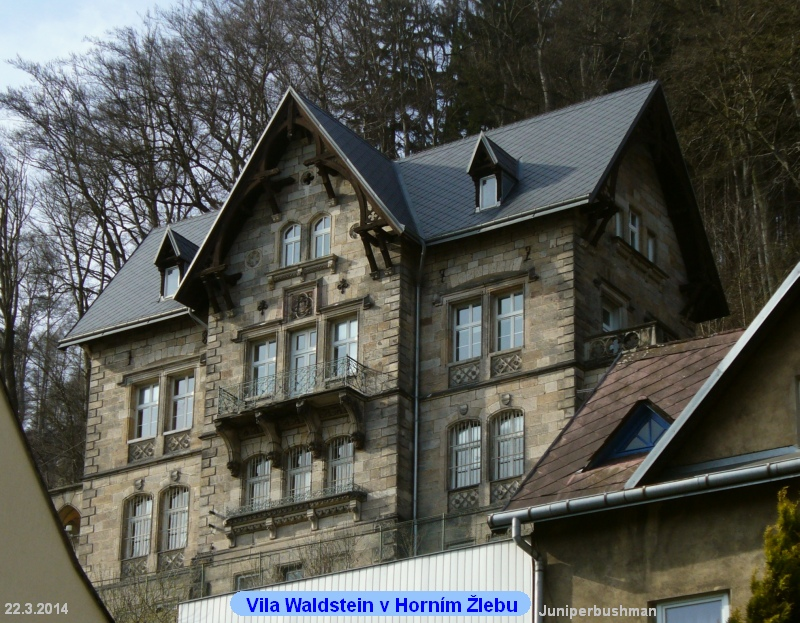
Pohled z nábřeží na vilu Waldstein